# Marion Bauer
Marion Eugenie Bauer (ur. 15 sierpnia 1887 w Walla Walla w stanie Waszyngton, zm. 9 sierpnia 1955 w South Hadley w stanie Massachusetts) – amerykańska kompozytorka, pisarka muzyczna i pedagog pochodzenia francuskiego.

## Życiorys
Jej rodzice byli Francuzami. Początkowo uczyła się muzyki w Portland w stanie Oregon, a następnie w Nowym Jorku u Henry’ego Holdena Hussa. Następnie studiowała w Paryżu u Raoula Pugno, André Gedalge’a i Nadii Boulanger oraz w Berlinie u Paula Ertela. Zaczęła komponować około 1904 roku, zachęcona przez Waltera Henry’ego Rothwella. Wykładała na Uniwersytecie Nowojorskim (1926–1951) oraz w Juilliard School (1940–1944). Wśród jej uczniów znajdował się Milton Babbitt i Miriam Gideon.
Współzałożycielka American Music Guild oraz członek zarządu League of Composers (od 1926). W 1940 roku wraz z Aaronem Coplandem, Howardem Hansonem, Quincy Porterem i Otto Lueningiem powołała do życia działające w Nowym Jorku American Music Center. Redaktorka czasopisma Musical Leader, pisywała także artykuły krytyczne do Evening Mail i Modern Music. Autorka prac Twentieth Century Music (Boston 1933), Musical Questions and Quizzes (1941) oraz napisanych wspólnie z Ethel Peyser How Music Grew (Nowy Jork 1925), How Opera Grew (Nowy Jork 1956) i Music through the Ages (Boston 1932).

## Twórczość
Komponowała przede wszystkim muzykę kameralną. Tworzyła w idiomie impresjonistycznym, w późniejszych dziełach zwróciła się w stronę neoklasycyzmu. Skomponowała m.in. Orientale na sopran i orkiestrę (1914, orkiestracja 1934), New Hampshire Woods na fortepian (1922–1923), Four Poems na głos i fortepian (1924), A Lament on an African Theme na orkiestrę (1927), Turbulence na fortepian (1924), kwartet smyczkowy (1925), Dance Sonata na fortepian (1932), To Losers na głos i fortepian (1932), Duo na obój i klarnet (1932), Fantasia Quasi una Sonata na skrzypce i fortepian (1932), Four Songs na głos i kwartet smyczkowy (1935), The Thinker na chór a cappella (1938), Symphonic Suite for Strings (1940), American Youth Concerto na fortepian i orkiestrę (1942), China na chór i orkiestrę (1943–1944), Concertino na obój, klarnet i kwartet smyczkowy (1939–1943), Symphony No. 1 (1950), Prelude and Fugue na flet i smyczki (1952), Patterns na fortepian (1946), Four Moods na fortepian (1950–1954), poematy symfoniczne Up the Ocklawaha (1913), Indian Pipes (1927) i Sun Splendor (1936).